# Ayotzintepec
Ayotzintepec (del Náhuatl: Ayotlzin, tepec ‘Tortuga pequeña, cerro’‘En el cerro de las tortuguitas’) es una población del noreste del estado mexicano de Oaxaca, localizada en la denominada Región del Papaloapan, es cabecera del municipio del mismo nombre.

## Historia
No existen fuentes fidedignas sobre el origen del pueblo de Ayotzintepec, sin embargo, esta población ya se encuentra registrada en el censo de 1910 con la categoría de rancho y una población de 308 habitantes, en aquel momento pertenecía al municipio de Ozumacín, cuya cabecera es la actual localidad de San Pedro Ozumacín, distante unos 10 kilómetros de Ayotzintepec, el censo de 1921 dio de baja la localidad al considerarla deshabitada, sin embargo, en el de 1930 fue restablecida esta vez recibiendo el nombre de Los Llanos de Ayotzintepec. Al inicio de la década de 1940 ocurriron graves conflictos en la población de San Pedro Osumacín que culminaron con la supresión del municipio por decreto del 26 de septiembre de 1941 y su anexión al municipio de San Juan Bautista Valle Nacional, sin embargo menos de un año después, el 12 de junio de 1942 el decreto n.º 222 del Congreso de Oaxaca restableció el antiguo municipio pero señalando en esta ocasión como cabecera a la población de Ayotzintepec y dándole en consecuencia este nombre al municipio, permaneciendo de esta manera hasta la actualidad.

## Localización y demografía
Ayotzintepec se encuentra localizado en la zona noreste del estado de Oaxaca, políticamente forma parte de la Región del Papaloapan y del distrito de Tuxtepec, a una altitud de 117 metros sobre el nivel del mar y en las coordenadas geográficas 17°40′25″N 96°06′40″O / 17.67361, -96.11111, en un valle rodeado por elevaciones y por el cual fluye el río Mojarras a orillas del cual se asienta la población, dicho río es afluente del río Cajonos; Ayotzintepec se encuentra a unos 70 kilómetros al sur de la ciudad de San Juan Bautista Tuxtepec, la principal de la región y unos 300 al norte de la ciudad de Oaxaca de Juárez, capital del estado. Su principal vía de comunicación es un camino de terrecería que hacia el oeste lo une con la comunidad de San Pedro Ozumacín y hacia el norte se dirige a comunidades del vecino municipio de Santa María Jacatepec y culminando en la Carretera Federal 147 unos 25 kilómetros al sur de Tuxtepec.
De acuerdo a los resultados del Censo de Población y Vivienda realizado en 2010 por el Instituto Nacional de Estadística y Geografía, Ayotzintepec tiene una población total de 3 609 habitantes, de los cuales 1 777 son hombres y 1 832 son mujeres.